# Antonio Mendolicchio
Antonio Mendolicchio (Foggia, 22 maggio 1915 – Campagna italiana di Grecia, 14 aprile 1941) è stato un militare italiano, insignito della medaglia d'oro al valor militare alla memoria nel corso della seconda guerra mondiale.

## Biografia
Nacque a Foggia il 22 maggio 1915, figlio di Francesco Paolo e Maria Taddei.
Mentre frequentava come studente la Scuola industriale di Foggia, si ritirò dopo aver conseguito la promozione alla seconda classe e si arruolò volontario nel Regio Esercito entrando nella Scuola allievi sottufficiali di Casagiove il 14 marzo 1933. Conseguito il grado di sergente, nel gennaio 1934 fu assegnato in servizio al 93º Reggimento fanteria. Trattenuto in servizio attivo nel 1935 e mobilitato per esigenze legate alla situazione in Africa Orientale, fu destinato al XIII Battaglione complementi speciali in partenza per l'Eritrea. Con il grado di sergente maggiore prese parte alla guerra d'Etiopia e rientrò in Italia nell'ottobre 1936. Dopo l'entrata in guerra del Regno d'Italia, avvenuta il 10 giugno 1940, partì per l'Albania assegnato dapprima al quartier generale dell'XXVI Corpo d'armata e dal 28 ottobre 1940, con l'inizio delle ostilità con la Grecia, al quartier generale dell'11ª Armata. Si distinse accompagnando volontariamente il suo capo ufficio in una rischiosa missione operativa, venendo decorato con una croce di guerra al valor militare. Nel marzo 1941 fu trasferito al 47º Reggimento fanteria della 23ª Divisione fanteria "Ferrara". Cadde in combattimento sulla rotabile per Argirocastro il 14 aprile 1941, venendo decorato con la medaglia d'oro al valor militare.

### Fonti
1. 1 2 3 4 5 6 7 8  Combattenti Liberazione.
2. 1 2 3  Gruppo Medaglie d'Oro al Valor Militare 1965, p. 650.
3. ↑   Medaglia d'oro al valor militare Mendolicchio, Antonio, su quirinale.it, Quirinale. URL consultato l'11 luglio 2021.